# Quintana (Belmonte)
Quintana ist eine Parroquia und ein Ort in der Gemeinde Belmonte de Miranda der Autonomen Region Asturien im Norden Spaniens.
Die 139 Einwohner (2011) leben auf einer Fläche von 24,55 km². Belmonte, der Verwaltungssitz der Gemeinde, ist über die „AS-310“ in 14,80 km zu erreichen.

## Dörfer und Weiler in der Parroquia
| Name            | Asturisch    | Einwohner 2011 | Koordinaten                 |
| --------------- | ------------ | -------------- | --------------------------- |
| El Abango       | L'Abangu     | 6              |                             |
| Alcedo          | Alcéu        | 28             | 43° 15′ 45″ N, 6° 19′ 2″ W  |
| Boinás          | Bueinás      | 51             | 43° 16′ 26″ N, 6° 18′ 39″ W |
| La Cautiella    | La Coutiella | unbewohnt      |                             |
| El Ferradal     |              | 12             |                             |
| Quintana        |              | 14             | 43° 16′ 5″ N, 6° 18′ 26″ W  |
| La Veiga        |              | 23             | Coord                       |
| Villar de Tejón | Villar       | 5              | 43° 16′ 21″ N, 6° 18′ 54″ W |

## Sehenswürdigkeiten
- Pfarrkirche in Quintana